# Пузырь звёздного ветра
Пузырь звёздного ветра (астросфера) — эта область объёма пространства звёздной системы, в котором звёздный ветер звезды (или звёзд) имеет положительную скорость по направлению от своей звезды. Извне астросфера условно ограничена бесстолкновительной ударной волной, определяемой балансом давлений звёздного ветра с одной стороны, с другой — давлением магнитного поля и межзвёздной среды. Гелиосфера является частным случаем астросферы.
Область может иметь несколько световых лет в поперечнике у массивной звезды классов O, B, звёзд Вольфа — Райе. Она ограничивается горячим газом межзвёздной среды в зоне ударной волны, который нагревается высокой скоростью звёздного ветра (до нескольких тысяч км/с (у молодых и горячих звёзд). Также газ изнутри системы «выдувается» ветром наружу. Астросфера менее горячих звёзд (например, Солнца) мало нагревает межзвёздный газ.
Астросферы имеют структуру с двумя ударными волнами: область, на которой происходит замедление ветра носит название граница ударной волны; область, вдоль которой уравновешивается давление ветра и межзвёздной среды, то есть на которой ветер теряет скорость полностью, называется астропаузой (по аналогии с гелиопаузой); граница, на которой происходит столкновение и смешивание межзвёздной среды с набегающим звёздным ветром — головная ударная волна. Газ в зоне границы ударной волны может нагреваться до 106 K и порождать рентгеновское излучение из-за своей ионизации до плазменного состояния.
Сам пузырь не имеет формы шара. С одной стороны он вытянут, а с другой сжат, в зависимости от направления вращения звёздной системы вокруг галактического центра галактики и от плотности близлежащих звёзд и их энергетической мощности.
При высокой плотности межзвёздного газа и пыли или при наличии ранее сброшенной звёздной оболочки, образуются наблюдаемые с Земли туманности, созданные ударными волнами (например, туманность Полумесяц).
Существуют также «суперпузыри», так называемые области H II — полости поперечником до нескольких сотен световых лет, образованные в межзвёздном газе под действием звёздного ветра скоплений крупных молодых звёзд.
Объект, обозначаемый как N44F, расположен приблизительно в 160 тысячах световых лет от Земли в соседней карликовой галактике Большое Магелланово облако (в направлении на южное созвездие Золотая Рыба). N44F раздувается потоками звёздного ветра от экстремально горячей звезды, «захороненной» когда-то в холодном плотном облаке.
|  |  |